# Göingepartiet kommunal samling
Göingepartiet kommunal samling (GpKS) var ett lokalt politiskt parti i Osby kommun. Partiet grundades 1966 som Kommunal samling, 1990 slogs partiet samman med det lokala partiet Göingepartiet och blev Göingepartiet kommunal samling
I valet 2002 fick partiet 9,27 % av rösterna och därmed 4 mandat. I valet 2006 fick de 8,66 % och behöll sina 4 mandat.

## Valresultat

### Osby köping
| År   | Röster | % | Mandat  |
| ---- | ------ | - | ------- |
| 1966 | –      | – | 2 av 35 |

### Osby kommun
| År   | Röster | %    | Mandat  |
| ---- | ------ | ---- | ------- |
| 1970 | –      | –    | 2 av 35 |
| 1973 | –      | –    | 3 av 41 |
| 1976 | –      | –    | 4 av 41 |
| 1979 | –      | –    | 5 av 41 |
| 1982 | –      | –    | 4 av 41 |
| 1985 | –      | –    | 5 av 41 |
| 1988 | –      | –    | 3 av 41 |
| 1991 | –      | –    | 8 av 41 |
| 1994 | –      | –    | 6 av 41 |
| 1998 | –      | 13   | 6 av 41 |
| 2002 | 686    | 9,27 | 4 av 41 |
| 2006 | 656    | 8,66 | 4 av 41 |
| 2010 | 328    | 4,13 | 2 av 41 |